# La Vengeance du bottier
Pour plus de détails, voir Fiche technique et Distribution.
La Vengeance du bottier est un court métrage muet français réalisé par Max Linder en 1909 et sorti en 1910.

## Synopsis
Comme il n'a pas de chaussures convenables pour aller à la représentation chez sa fiancée, Max se rend chez son bottier. Il est surpris par celui-ci en pleine séduction de son épouse. Il décide de se venger en mettant des roulettes sous les chaussures de Max.

## Fiche technique
- R&alisation : Max Linder
- Scénario : Max Linder
- Production : Pathé Frères
- Pays : France
- Format : Muet - Noir et blanc - 1,33:1 - 35 mm
- Métrage : 175 m
- Genre : Comédie
- Date de sortie : 
  -  France - 28 janvier 1910

Sources : Fond. JérômeSeydoux et IMDb

## Distribution
- Max Linder : Max
- Jacques Vandenne : le bottier
- Marguerite Montavon : Marthe Labaste